# Flexbox
La disposició de quadres flexibles de CSS, coneguda comunament com a flexbox, és un model de disposició web de CSS3 que permet que els elements responsius dins d'un contenidor es disposin automàticament segons la mida de la pantalla (o el dispositiu). Es troba en l'etapa de recomanació de candidats del W3C (CR).

## Conceptes
La majoria de les pàgines web estan escrites en una combinació d'HTML (llenguatge de marques d'hipertext) i CSS (fulls d'estil en cascada). En resum, HTML especifica el contingut i l'estructura lògica de la pàgina, mentre que el CSS especifica com es veu: els seus colors, fonts, format, disseny i estil.
La disposició de quadres flexibles de CSS és una forma particular d'especificar la disposició de les pàgines HTML.
Una de les característiques més definides d'aquesta disposició és la seva capacitat d'adaptar-se, en funció del seu entorn de visió. Els quadres flexbox poden ajustar-se en la mida, ja sigui encongint-se per evitar monopolitzar massa espai, o creixent per deixar espai perquè els continguts quedin dins seu. A més, la disposició flex és menys restrictiva pel que fa al flux de contingut que, per exemple, les de tipus block i inline, que generalment són unidireccionals. De fet, no només s'hi pot especificar el flux direccional cap a la dreta, cap a l'esquerra, cap amunt o cap avall, sinó que els articles individuals d'un contenidor flexible també es poden reordenar i reorganitzar automàticament per adaptar-los a l'espai de disposició disponible.